# 量子拓扑
量子拓扑（英語：Quantum topology）是连接量子力学与低维拓扑的数学分支。
狄拉克符号给出了量子力学的一种观点，被推广成为可以包含拓扑空间相关振幅和空间之间的相关嵌入的框架，例如三维空间中的結和结组。狄拉克符号对右矢和左矢的表示，可以被泛化成映射，表示与允许张量积的拓扑空间有关的向量空间。 
涉及结组和辫群的拓扑拓扑纠缠也可以直观地与量子纠缠连接起来。